# Plutão de Macedo
Plutão de Macedo (Araguari, 1º marzo 1920 – 21 ottobre 2004) è stato un cestista e allenatore di pallacanestro brasiliano.

## Carriera
Con il Brasile prese parte ai Campionati mondiali del 1950, disputando 5 partite.